# Нунеш, Рикарду
Рика́рду Ну́ну Са́нтуш Ну́неш (англ. Ricardo Nunes, порт. Ricardo Nunes; 18 июня 1986, Йоханнесбург, ЮАР) — португальский и южноафриканский футболист, защитник клуба «Погонь» (Щецин).

## Карьера

### Клубная
Рикарду родился в Йоханнесбурге в семье португальцев. Позже вместе с родителями уехал к ним на Родину. Там он начал играть в футбол и был отдан в академию ФК «Эшторил-Прая».
В следующем сезоне играл за резерв «Бенфики» в третьем португальском дивизионе. С ней же Нунеш подписал свой первый профессиональный контракт. Затем играл в клубах: «Ламия», «Пафос», «Арис» Лимасол, «Олимпиакос», «Трофенсе» и «Портимоненсе». Наиболее удачными для игрока считают сезоны проведённые в «Олимпиакосе» и «Пафосе».
21 января 2012 года, отыграв половину сезона в Португалии, Рикарду подписал контракт с «Жилиной» на два с половиной года.

### Международная
Играл за юношеские сборные Португалии U-17 и U-18.
За ЮАР стал играть по приглашению главного тренера команды Гордона Игесунда. Дебют в новой сборной состоялся в гостевой товарищеской игре против Польши.

## Достижения
«Жилина»
- Цоргонь-лига (1): 2011/12
- Кубок Словакии (1): 2012